# Hadena mananii
Hadena mananii là một loài bướm đêm trong họ Noctuidae.